# جون براون (لاعب كرة قاعدة أمريكي)
جون براون (بالإنجليزية: John Brown)‏ هو لاعب كرة قاعدة أمريكي، ولد في 24 أغسطس 1876 في فيلادلفيا في الولايات المتحدة، وتوفي في 18 يوليو 1908.

## وصلات خارجية
- جون براون على موقعبيزبول رفرنس.كوم (الدوري الرئيسي) (الإنجليزية)
- جون براون على موقعبيزبول رفرنس.كوم (الدوري الثانوي) (الإنجليزية)
- جون براون على موقع مشجعي الرسوم البيانية (الإنجليزية)